# MKS Finance
Die MKS Finance SA mit Sitz in Genf ist eine auf Edelmetallverarbeitung und -handel sowie auf Vermögensverwaltung spezialisierte, international tätige Schweizer Finanzgesellschaft. Das Unternehmen beschäftigt 260 Mitarbeitende und erwirtschaftet einen Jahresumsatz von rund 70 Millionen US-Dollar.
MKS ist Mitglied der London Bullion Market Association  (LBMA) und ihre Tochtergesellschaft PAMP steht seit 1987 auf der Gold List der LBMA.

## Tätigkeitsgebiet
Das Unternehmen bietet Banken, Finanzdienstleistern, Finanzgesellschaften, Fonds sowie Goldförderer und Raffinerien Dienstleistungen rund um das Themengebiet der Edelmetalle. Darüber hinaus beliefert MKS Finance die Schmuckindustrie und den Grosshandel mit Edelmetallen.
Mit der in Castel San Pietro im Kanton Tessin ansässigen Tochtergesellschaft Pamp SA (Produits Artistiques Métaux Précieux) verfügt MKS Finance über eine eigene Raffinerie. Diese raffiniert Gold, Silber und Platin und stellt Barren, Goldmünzen, Silbermünzen und Medaillen sowie Halb- und Fertigprodukte für die Schmuck- und verarbeitende Industrie her.
Zu ihren Einzelhandelspartnern zählt das Warenhaus Harrods; in seiner Bank in seinem Flagship-Store in London hält das Unternehmen PAMP’s geprägte Produkte für seine Kunden bereit.
Das zweite Geschäftsfeld bildet die Vermögensverwaltung sowie damit verbundene Finanzdienstleistungen.

## Geschichte
Das Unternehmen wurde 1979 durch den Libanesen Mahmoud K. Shakarchi in Genf gegründet. Dieser war bereits zuvor im mittleren und nahen Osten im Edelmetallhandel tätig. Im 1983 übernahm sein Sohn Marwan Shakarchi die Unternehmensleitung. Seitdem hat es stetig expandiert. Es unterhält weltweit 15 Büros in 12 verschiedenen Ländern.
Mit der Übernahme der Tessiner Pamp SA stieg MKS Finance 1984 in die Edelmetallraffinerie ein und begann, Handels-, Investment- und Zentralbanken mit eigenen Goldbarren zu beliefern. Mit der Zeit wurde die Produktpalette auf weitere Edelmetalle sowie auf verschiedene Grössen und Prägungen erweitert und die Handels- und Raffinerietätigkeiten durch weitere Dienstleistungen ergänzt.
PAMP produziert Edelmetallbarren in der Grösse von 12,5 Kilogramm bis hinunter zu 1 Gramm. Jeder Barren wird mit einem Echtheits-Zertifikat ausgeliefert. PAMP’s Barren-Anhänger und kleine Barren weisen auf der Unterseite Prägungen wie Blumen, Figuren aus der Sagenwelt und Tierkreiszeichen auf. PAMP’s berühmtestes Motiv ist Fortuna, die römische Glücksgöttin, die viele Produkte ziert.